# Ogeday Girişken
Ogeday Girişken (* 27. April 1992 in Adana) ist ein türkischer Schauspieler.

## Leben und Karriere
Girişken wurde am 27. April 1992 in Adana geboren. Er studierte an der Marmara-Universität. 2017 nahm er an der Sendung Survivor 2017 Ünlüler-Gönüllüler teil und er bekam den ersten Platz. Danach spielte er 2019 in der Fernsehserie Bir Litre Gözyaşı die Hauptrolle. Im selben Jahr war er in der Serie Savaşçı zu sehen. Von 2021 bis 2022 bekam er in Sihirli Annem die Hauptrolle. Anschließend nahm er nochmal 2022 an Survivor 2022: All Star teil.

## Filmografie
Serien
- 2019: Bir Litre Gözyaşı
- 2019–2020: Savaşçı
- 2021: Alparslan: Büyük Selçuklu
- 2021–2022: Sihirli Annem
- 2021: Aşk 101

Sendungen
- 2017: Survivor 2017 Ünlüler-Gönüllüler
- 2017–2021: Survivor Panorama
- 2019: Survivor Taksi
- 2019: Survivor Türkiye-Yunanistan
- 2022: Survivor 2022: All Star